# Ansa (drottning)
Ansa, född okänt år, död efter 774, var drottning av Lombardiska kungariket 757–774 som gift med Desiderius.

## Biografi
Ansa föddes i Brescia som dotter till Verissim och syster till Arechis och Donnol och tillhörde en langobardisk adelsfamilj. Hon dokumenteras först 753, då hon grundade ett kloster tillsammans med sin man. Hon blev drottning när hennes man efterträdde sin bror 757. Hon blev krönt liksom sin man, vilket inte var en självklarhet vid denna tid.
Ansa hade inflytande över sin makes regering, vilket märks på att hon från 759 och framåt ofta nämns i Desiderius stadgar och officiella dokument, främst när det gäller den religiösa politiken och den dynastiska äktenskapspolitiken: hon arrangerade de dynastiska äktenskapen för döttrarna med härskarna i Bayern, Benevento och Frankrike, och trolovade även sonen med Gisela av Frankrike. Hon är känd för sitt gynnande av klostret San Salvatore, som hon grundade och gav stora rikedomar och till vilket hon gav sin återstående dotter som nunna. På hennes begäran underordnades andra kloster detta kloster och försågs med reliker, men hennes ständiga donationer till det utarmade statskassan.
År 774 erövrades Lombardiet av Karl den store, som lät fängsla medlemmarna av den förra kungafamiljen i frankiska kloster. Ansa bekräftas som en av Karls fångar och förutsätts ha följt sin make till fångenskap i franska kloster. Hon begravdes dock i Brescia, och tros därför ha tillåtits återvända till Lombardiet efter sin makes död 786.

## Familj
Ansa fick fem barn:
- Anselperga (eller Anselberga), abbedissa av San Salvatores kloster i Brescia
- Adelperga (eller Adelberga), gift med Arechis II av Benevento
- Liutperga (Liutpirc eller Liutberga), gift med Tassilo III  av Bayern
- Desiderata, gift med Karl den store
- Adelchis (eller Adalgis), son och tronarvinge